# Chéjov en los sellos postales

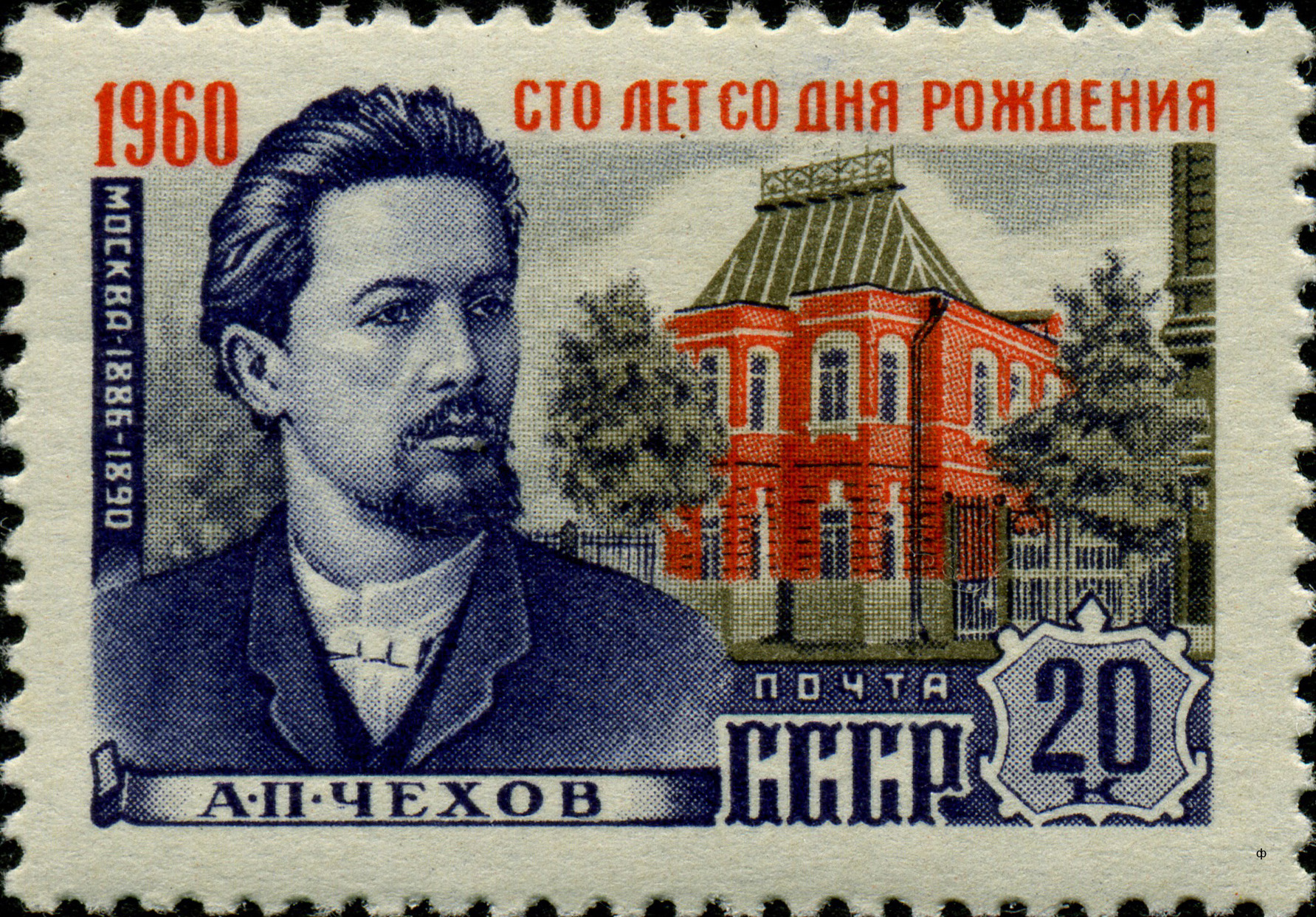
Sello postal de la URSS (1960).

La temática de Chéjov en la filatelia se relaciona con el coleccionismo de emisiones de diversos países del mundo en honor al gran escritor, incluyendo retratos, trabajos literarios, lugares donde vivió, trabajó o estuvo.
Junto a los sellos postales, materiales filatélicos sobre Chéjov se incluyen sobres artísticos, timbre, sobres de primer día.
Los siguientes países emitieron estampillas sobre esta temática
- Checoslovaquia - 1954 (Michel #871, 872; Scott #665, 666)
- Rumania - 1960 (Michel #1896; Scott #1346)
- Gambia - 2001 (Michel #4159; Scott #2390f)
- San Marino - 2004 (Michel #2171; Scott #1613)

Además, en 2001 en Bielorrusia se emitió una tarjeta postal con la estampilla original, en la que se imprimió la escena de la obra “Tres hermanas” (Michel #Ganzsachen: PSo 16), y en 2003 en Ucrania - el sobre artístico con la imagen del monumento dedicado a Antón Chéjov en Yalta (N.º 622).

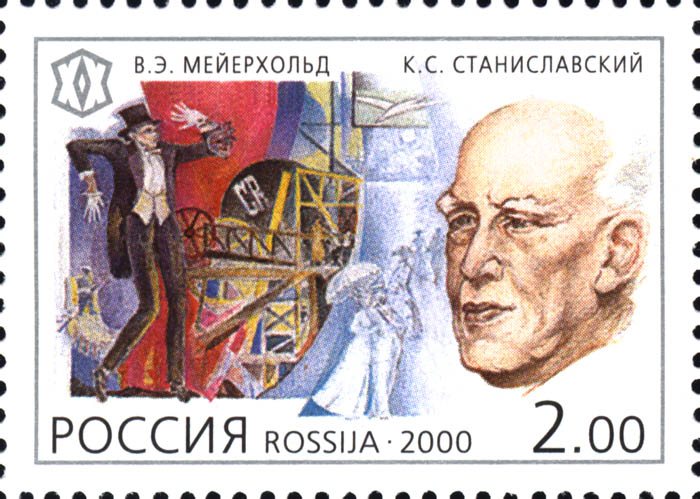
Sello postal de Rusia (2000).
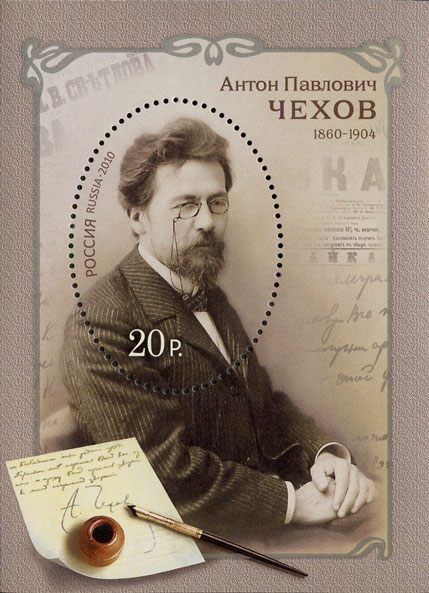
block souvenir